# 大谷川 (美馬市)
大谷川（おおたにがわ）は、徳島県美馬市を流れる吉野川水系の河川である。

## 地理
美馬市（旧美馬郡脇町）に聳える讃岐山脈の大滝山から発して、洪積台地を浸食して吉野川に注ぐ。旧脇町市街地は吉野川沖積低地に張り出した扇状地上にある。川沿いには徳島県道252号大谷脇町線が走っている。
大谷川の石垣沿いには柳並木があり、映画『虹をつかむ男』のロケ地ともなった。この柳並木の景色は、うだつの町の柳並木として読売新聞社選定の「新・日本街路樹100景」（1994年）のひとつに選定されている。

## 大谷川堰堤
2002年に国の登録有形文化財に登録。土木学会選奨土木遺産指定。位置（北緯34度4分32.5秒 東経134度9分3.7秒 / 北緯34.075694度 東経134.151028度）。
美馬市脇町を流れる大谷川にある高さ3.8メートル、幅97メートルの堰堤である。1886年（明治19年）から1887年（明治20年）にかけてオランダ人技師ヨハニス・デ・レーケの指導のもとで建設され、四国で唯一の明治期の砂防ダムとして知られている。「デ・レーケ堰堤」とも呼ばれている。

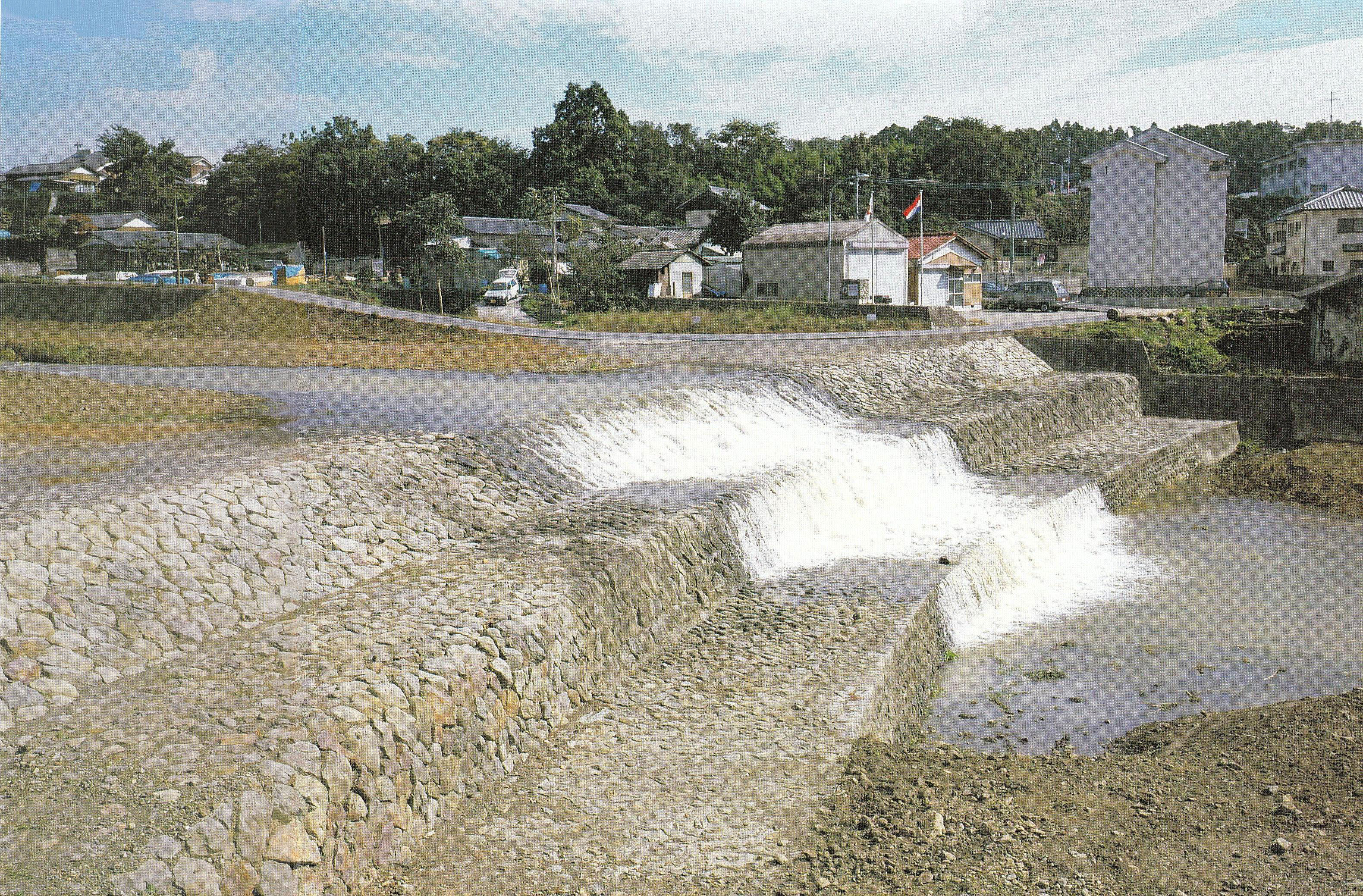
大谷川堰堤

## 流域の主な施設
- 道の駅藍ランドうだつ
- 美馬市立大谷小学校（休校）
- 美馬市立脇町中学校
- 美馬市立脇町小学校
- 美馬市役所
- デ・レイケ公園